# 나카타네정
나카타네정(일본어: 中種子町)은 일본 가고시마현 다네가섬 중앙부에 있는 구마게군의 정이다.

## 지리
오스미반도 남부에서 남쪽으로 약 40km 떨어진 해상에 있는 다네가섬의 중앙부에 위치하고 북쪽은 니시노오모테시, 남쪽은 미나미타네정과 인접한다. 또 북서쪽은 미시마촌의 각 섬, 남서쪽은 야쿠섬과 해상으로 인접하고 있다. 정사무소가 있는 노마 지구는 교통의 요충지이며 섬을 종단하는 국도·현도는 모두 여기를 경유한다.

### 지형
동서 길이는 57km, 남북 길이는 22km이며, 최고점의 해발고도는 282m이다.

### 기후
최고 기온은 33.4℃이고 최저 기온은 3.4℃이다. 연평균 기온은 20.0℃이고 연평균 강수량은 2,632mm이다.

## 역사
- 1889년 4월 1일 - 정촌제 시행으로 노마촌 외에 7개 촌이 합병해 나카타네촌이 성립하였다.
- 1896년 3월 29일 - 군구정촌 편제법 시행으로 구마게군·고무군이 합병해 현재의 구마게군이 되었다.
- 1940년 11월 10일 - 정으로 승격하였다.

## 경제
주요 산업은 제1차 산업으로 특히 농업(사탕수수), 축산업(소·돼지), 수산업이 활발하다.

## 교통

### 공항
- 다네가시마 공항

### 도로
- 국도 58호선